# Fiat MMT
Fiat MMT - Fiat Macchine Movimento Terra / engins de terrassements, était la filiale du groupe italien Fiat S.p.A. dans le domaine des travaux publics.
Né en 1966 de la scission de la division Fiat Agriculture et Travaux publics, avec la création de Fiat Trattori pour le matériel agricole, Fiat MMT reprendra les actifs de la société américaine Allis-Chalmers en 1974.
En 1988, les sociétés FiatAgri et Fiat-Allis fusionnent pour donner naissance à Fiat Geotech.

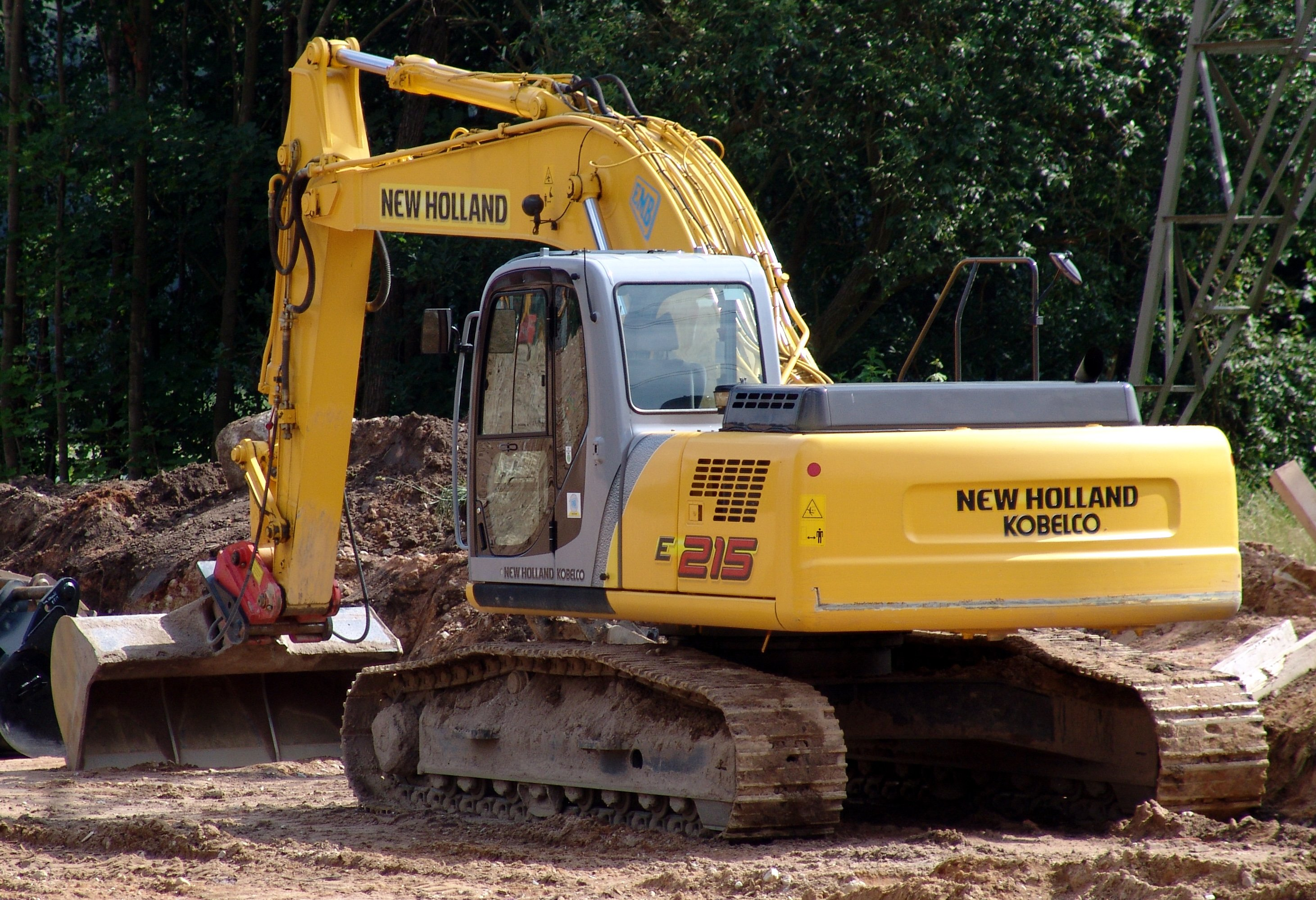
Pelle mécanique New Holland Kobelco E215

En 1991, Fiat Geotech rachète Ford New-Holland et devient Fiat New-Holland en 1993 puis, en 2000, après le rachat de l'américain Case, change de raison sociale pour devenir CNH Global - Case New-Holland, qui est le premier constructeur de machines agricoles et de travaux publics dans le monde, le second si l'on ne prend que chacune des spécialités.